# Sigrid Peyerimhoff
Sigrid Doris Peyerimhoff (* 12. Januar 1937 in Rottweil) ist eine deutsche Theoretische Chemikerin.

## Leben und Wirken
Sigrid Peyerimhoff legte 1956 ihr Abitur ab, studierte anschließend Physik an der Universität Gießen und schloss das Studium 1961 mit einer Diplomarbeit bei Wilhelm Hanle ab. 1963 wurde sie zum Dr. rer. nat. promoviert. Danach absolvierte sie mehrere Forschungsaufenthalte in den USA, so an der University of Chicago, an der University of Washington und an der Princeton University.
Nach ihrer Rückkehr nach Deutschland wurde sie 1967 an der Universität Gießen habilitiert. Ab 1970 war sie Professorin für Theoretische Chemie an der Universität Mainz und ab 1972 an der Universität Bonn, wo sie das Institut für Physikalische und Theoretische Chemie leitete. Im Jahr 2002 wurde sie emeritiert.
1987 war Sigrid Peyerimhoff Gründungsmitglied der Akademie der Wissenschaften zu Berlin. Von 1990 bis 1996 war sie Vizepräsidentin der Deutschen Forschungsgemeinschaft. 1992 wurde sie Fellow der American Physical Society und 1998 Mitglied der Deutschen Akademie der Naturforscher Leopoldina. Sie ist auch Mitglied der Deutschen Akademie der Technikwissenschaften (acatech), seit 1988 Mitglied der Academia Europaea und seit 1990 ordentliches Mitglied der Nordrhein-Westfälischen Akademie der Wissenschaften und der Künste.
Seit 1986 ist sie Mitglied der International Academy of Quantum Molecular Science (IAQMS), der sie 2006 bis 2009 als Präsidentin vorstand.
Sigrid Peyerimhoff lebt im Bonner Ortsteil Ippendorf.

## Wissenschaftliche Arbeit
Sigrid Peyerimhoff leistete wichtige Beiträge zu ab-initio-Methoden in der Quantenchemie, insbesondere der ab-initio-Berechnung der Elektronenkorrelation und der Weiterentwicklung der Hartree-Fock-Methode für angeregte Zustände. Durch ihre Arbeiten wurden auch Möglichkeiten geschaffen, umweltrelevante Vorgänge in der Erdatmosphäre – insbesondere im Zusammenhang mit dem Ozon-Molekül – zu beschreiben.

## Auszeichnungen
- 1977: Medaille der International Academy of Quantum Molecular Science[3]
- 1989: Gottfried-Wilhelm-Leibniz-Preis
- 1994: Bundesverdienstkreuz 1. Klasse
- 2007: Cothenius-Medaille der Deutschen Akademie der Naturforscher Leopoldina[2]
- 2008: Großes Bundesverdienstkreuz[4]
- 2011: Ehrendoktor der Universität Ulm[5]
- 2018: Alexander-von-Humboldt-Medaille der Gesellschaft Deutscher Naturforscher und Ärzte[6]
- 2022: Erich-Hückel-Preis[7]

## Schriften
Sigrid Peyerimhoff hat etwa 500 Arbeiten in wissenschaftlichen Zeitschriften und Sammelbänden veröffentlicht.
- Berechnungen am HF-Molekül. Dissertation. Naturwissenschaftlich-philosophische Fakultät der Universität Gießen, 1963.
- Geometriebeziehungen zwischen AB2- und Hn AB2-Molekülen. Exakte SCF-MO- und CI-Rechnungen für verschiedene Zustände des HCOO−. Habilitationsschrift. Naturwissenschaftliche Fakultät der Universität Gießen, 1967. Siehe The Journal of Chemical Physics. Band 47, Heft 2, 15. Juli 1967, ISSN 0021-9606, doi:10.1063/1.1711898, S. 349–359.
- Theoretische Untersuchung kleiner Moleküle in angeregten Elektronenzuständen. Westdeutscher Verlag, Opladen 1990, ISBN 3-531-08384-8.
- (Hrsg.): Interactions in molecules. Forschungsberichte des Forschungszentrums „Wechselwirkung in Molekülen: Synthese, Spektroskopische Analyse und Quantentheoretische Behandlung Charakteristischer Strukturen, 1989–2000“ der Deutschen Forschungsgemeinschaft. Wiley-VCH, Weinheim 2003, ISBN 3-527-27732-3.
- Ab initio – Ein Leben für die Quantenchemie. Autobiographie. GNT, Berlin 2025, ISBN 978-3-86225-138-4.